# Wellington Daniel Bueno
Wellington Daniel Bueno, oder einfach Bueno (* 24. August 1995 in São Paulo), ist ein brasilianischer Fußballspieler.

## Karriere
Bueno erlernte das Fußballspielen in den brasilianischen Jugendmannschaften von Luiz Antônio FC, Olé Brasil FC und Botafogo FC (SP) sowie in der Schulmannschaft der Chiba Kokusai High School in Japan. Seinen ersten Vertrag unterschrieb er 2014 bei Shimizu S-Pulse. Der Verein aus Shimizu spielte in der höchsten Liga des Landes, der J1 League. Für Shimizu absolvierte er vier Erstligaspiele. 2015 wurde er zum Ligakonkurrenten Vissel Kōbe nach Kōbe ausgeliehen. Elfmal stand er für Kōbe auf dem Spielfeld. Im Januar 2016 wechselte er zu den  ebenfalls in der ersten Liga spielenden Kashima Antlers nach Kashima. 2016 feierte er mit den Antlers die japanische Meisterschaft und den Gewinn des Kaiserpokals. Den Supercup gewann er mit den Antlers 2017. Die Saison 2018 wurde er an Tokushima Vortis ausgeliehen. Mit dem Club aus Tokushima spielte er in der zweiten Liga, der J2 League. Hier kam er auf 15 Zweitligaspiele. Ende Januar 2019 kehrte er nach der Ausleihe zu den Antlers zurück. Am 1. Juli 2020 wurde er für eine Leihgebühr von 260.000 € an den brasilianischen Verein Atlético Mineiro ausgeliehen. Mit dem Erstligisten aus Belo Horizonte spielte er in der Série A. 2020 feierte er mit dem Verein die Staatsmeisterschaft von Minas Gerais. Im Juli 2021 kehrte er nach der Ausleihe nach Japan zurück. Nach insgesamt 35 Ligaspielen für die Antlers wurde sein Vertrag im Januar 2023 aufgelöst. Im April 2023 nahm ihn der japanische Erstligist Kashiwa Reysol unter Vertrag.

## Erfolge
Kashima Antlers
- Japanischer Meister: 2016
- Japanischer Pokalsieger: 2016
- Japanischer Supercup-Sieger: 2017

Atlético Mineiro
- Staatsmeisterschaft von Minas Gerais: 2020